# Mariehøns
Mariehøns er en familie af 1-12 millimeter store biller, der er udbredt over hele verden. Det er flyvedygtige insekter, der næsten alle er nærmest halvkugleformede og typisk har stærke farver. De forskellige arter er kendetegnet ved et varierende antal prikker på en ofte rød eller gul baggrund. Der findes alene i Danmark omkring 50 forskellige arter af mariehøns.
En mariehøne lever normalt 1 år. Nogle år er der flere mariehøns end andre og de kaldes "mariehøneår". 2008 og 2009 var sådanne år.

## Etymologi
Det danske navn for arten mariehøne er afledt af marie + høne, hvoraf "marie" henviser til det danske feminine navn "Maria" (og ikke Marie som man ellers skulle tro). Marie henviser til Jesus' moder, Jomfru Maria, men formen Marie kommer specifikt af ejefaldsbøjningen af navnet på latin, Mariæ eller Mariae. Også selve det danske navn "Marie" er afledt heraf. Heraf kan ses, at navnet egentlig kommer oprindeligt af "Marias' høne." "Mariekiks" er afledt på en lignende måde. mariehøne er kognat med islandsk mariuhæna og norsk marihøne. Det britiske engelske navn for arten ladybird og det amerikanske engelske navn for arten ladybug referer også til Jomfru Maria, specifikt til navnet "Our Lady Mary."

## Syvplettet mariehøne
Den almindeligste mariehøne er den 5-8 mm store syvplettede mariehøne, hvis røde farve og sorte prikker menes at tjene som advarselsfarver. Disse farver sammen med en frastødende smag, gør den mindre eftertragtet blandt insektædende dyr.

## Levevis
De fleste arter af mariehøns er rovdyr og lever af andre insekter, især bladlus og skjoldlus. Dog lever den toogtyveplettede mariehøne udelukkende af skimmelsvampe. De fleste arter bliver derfor opfattet som nyttedyr, da byttedyrene oftest er skadedyr.
Om foråret flyver mariehønsene omkring, for at finde planter med bladlus. Her lægger de deres æg. Når æggene klækker, begynder larverne straks at søge efter byttedyr. Larverne er livlige, langbenede, vortede og grå dyr, der ligesom de voksne oftest lever af bladlus. Efter få uger er de fuldvoksne og forpupper sig. Puppen er broget farvet og er fasthæftet frit fremme på planterne. En uge senere kommer den nye bille frem af puppen. Resten af sommeren lever mariehønsene af bladlus, således at op til 40% af deres tørvægt om efteråret kan bestå af fedt. Sidst på sommeren flyver de omkring, for at finde et egnet sted for overvintring. Nogle arter kan træffes tæt sammen i store mængder. De kan f.eks. overvintre under løs bark på træer. Om vinteren går de i en dvaletilstand, hvor de forbruger deres fedtreserver. De kommer frem ved de første varme solskinsdage om foråret.

## Ny invasiv art
Harlekinmariehønen (Harmonia axyridis) er en ny art fra Asien, der er begyndt at blive et problem[kilde mangler] i Danmark.

## Danske mariehøns
- Adonis mariehøne (Hippodamia variegata)
- Askemariehøne (Chilocorus renipustulatus)
- Attenplettet mariehøne (Myrrha octodecimguttata)
- Calvia decemguttata (Calvia decemguttata)
- Clitostethus arcuatus (Clitostethus arcuatus)
- Coccidula scutellata (Coccidula scutellata)
- Egedværgmariehøne (Scymnus auritus)
- Elleveplettet mariehøne (Coccinella undecimpunctata)
- Femplettet mariehøne (Coccinella quinquepunctata)
- Fireogtyveplettet mariehøne (Subcoccinella vigintiquatuorpunctata)
- Fireplettet mariehøne (Exochomus quadripustulatus)
- Fjortenplettet mariehøne (Calvia quattuordecimguttata)
- Fjortenprikket mariehøne (Coccinula quatuordecimpustulata)
- Gulrød mariehøne (Harmonia quadripunctata)
- Harlekinmariehøne (Harmonia axyridis)
- Hieroglyf-mariehøne (Coccinella hieroglyphica)
- Hyperaspis pseudopustulata (Hyperaspis pseudopustulata)
- Lyngmariehøne (Chilocorus bipustulatus)
- Maskemariehøne (Oenopia conglobata)
- Myremariehøne (Coccinella magnifica)
- Mørk mariehøne (Parexochomus nigromaculatus)
- Nephus bipunctatus (Nephus bipunctatus)
- Nephus redtenbacheri (Nephus redtenbacheri)
- Nittenplettet mariehøne (Anisosticta novemdecimpunctata)
- Rhyzobius chrysomeloides (Rhyzobius chrysomeloides)
- Rhyzobius litura (Rhyzobius litura)
- Scymnus abietis (Scymnus abietis)
- Scymnus femoralis (Scymnus femoralis)
- Scymnus ferrugatus (Scymnus ferrugatus)
- Scymnus haemorrhoidalis (Scymnus haemorrhoidalis)
- Scymnus impexus (Scymnus impexus)
- Scymnus limbatus (Scymnus limbatus)
- Scymnus nigrinus (Scymnus nigrinus)
- Scymnus rubromaculatus (Scymnus rubromaculatus)
- Scymnus schmidti (Scymnus schmidti)
- Scymnus suturalis (Scymnus suturalis)
- Sekstenplettet mariehøne (Halyzia sedecimguttata)
- Sekstenprikket mariehøne (Tytthaspis sedecimpunctata)
- Skakbræt (Propylea quatuordecimpunctata)
- Slank mariehøne (Coccidula rufa)
- Stethorus pusillus (Stethorus pusillus)
- Stribet mariehøne (Myzia oblongoguttata)
- Syvplettet mariehøne (Coccinella septempunctata)
- Syvprikket mariehøne (Hippodamia septemmaculata)
- Tiplettet mariehøne (Adalia decempunctata)
- Tolvplettet mariehøne (Vibidia duodecimguttata)
- Toogtyveplettet mariehøne (Psylobora vigintiduopunktata)
- Toplettet mariehøne (Adelia bipunctata)
- Trettenplettet mariehøne (Hippodamia tredecimpunctata)
- Uldlusmariehøne (Cryptolaemus montrouzieri)
- Uplettet mariehøne (Aphidecta obliterata)
- Vingeløs mariehøne (Cynegetis impunctata)
- Øjeplettet mariehøne (Anatis ocellata)